# ثانوية أسكيا محمد
ثانوية أسكيا محمد (بالفرنسية: Lycée Askia-Mohamed)‏ هي مدرسة ثانوية في باماكو، مالي. وهي من أقدم المؤسسات في مالي.